# Het gestolen vredeswapen
 Het gestolen vredeswapen  is een verhaal uit de Belgische stripreeks Piet Pienter en Bert Bibber van Pom.
Het verhaal verscheen voor het eerst in Het Handelsblad van 28 juli 1951 tot 30 november 1951.

## Personages
- Piet Pienter
- Bert Bibber
- De heer Pakkmann
- Dokter Klapzinsky
- De man achter de schermen

## Albumversies
Het gestolen vredeswapen verscheen in 1984 bij uitgeverij De Dageraad. In 1995 gaf Stripbeurs Middelkerke het album opnieuw uit. Uitgeverij 't Mannekesblad deed hetzelfde in 2010.